# Guaporema
Guaporema est une municipalité brésilienne située dans l'État du Paraná.